# Chloridazon
Chloridazon is de ISO-naam van een selectief herbicide. Het wordt vooral gebruikt tegen een aantal breedbladige onkruidplanten bij de teelt van bieten, maar ook van uien en sjalotten, bloembollen en in boomkwekerijen. Het is sedert de jaren '60 van de 20e eeuw op de markt; het eerste octrooi werd verleend in 1961 aan BASF. BASF verkoopt het herbicide onder de merknaam Pyramin, maar sedert het verlopen van het octrooi leveren vele andere bedrijven ook producten met chloridazon. Handelsnamen zijn onder meer Agrichim Chloridazon, BCP Chloridazon, Better, Bietazol, Booster, Chlordex, Globazone en Lidazone.

## Werking
Chloridazon is een selectief, systemisch herbicide. Het wordt opgenomen door de scheuten en de wortels van de onkruidplanten, waarin het de fotosynthese remt.

## Regelgeving
De Europese Commissie heeft de risico's van chloridazon laten evalueren met het oog op de verdere toelating van de stof. Het wetenschappelijk onderzoek naar de risico's van amidosulfuron werd afgerond op 27 juli 2007. Op 31 maart 2008 besloot de Europese Commissie om chloridazon verder toe te laten voor de periode van 1 januari 2009 tot 31 december 2018, weliswaar met een aantal randvoorwaarden. Zo mag de stof slechts elke drie jaar op hetzelfde veld worden toegepast, met maximaal 2,6 kilogram per hectare.

## Toxicologie en veiligheid
Technisch chloridazon moet minstens 92% zuiver zijn. Van het meer toxische 4-amino-5-chloor-isomeer mag er hoogstens 5% als onzuiverheid voorkomen.
De stof is laag toxisch voor zoogdieren en matig toxisch voor vogels en vissen. De stof is echter zeer stabiel en persisent in water (de halfwaardetijd voor fotolyse in water is 40 dagen). Chloridazon hydrolyseert niet. Ook in de bodem is de stof vrij persistent (halfwaardetijd 34,7 dagen in veldstudies).
De aanvaardbare dagelijkse inname (ADI) is 0,1 mg/kg lichaamsgewicht/dag.